# Brautraub
Brautraub, Mädchenraub oder Frauenraub bezeichnet die Entführung eines Mädchens oder einer Frau zum Zwecke der Eheschließung bzw. des Konkubinats.

## Vorkommen und Formen
Bei einem Brautraub, auch Raubheirat genannt, wird die zukünftige Braut ihrer Familie oder ihrem Vormund „geraubt“, um sie mit dem Entführer oder einem männlichen Mitglied der Tätergruppe zu verheiraten. Die Praxis eines derartigen Menschenraubs weiblicher Opfer zu Heiratszwecken ist historisch in weiten Teilen der Welt belegbar. In ältesten indogermanischen Quellen wird die Raubehe als eine der möglichen Eheformen genannt. Ein Beispiel für den Raub ganzer Frauengruppen, der oft im Zuge von Kriegshandlungen überliefert ist, ist der römische Raub der Sabinerinnen. Von einem analogen „Männerraub“ zu Heiratszwecken ist historisch nichts bekannt, allerdings enthält die in vielen Varianten überlieferte griechische Amazonensage in manchen Versionen ähnliche Motive.
Erfolgt die Entführung gegen den Willen der Braut, ist die resultierende Eheschließung eine Zwangsheirat. Entsprechend kann der Entführer wegen Nötigung, Entführung und/oder Freiheitsberaubung belangt werden. Bei diesem „Brauch“ wird das Selbstbestimmungsrecht der Frau gebrochen. Nach katholischem Kirchenrecht stellt ein solcher „Frauenraub“ (Raptio) ein Ehehindernis dar, das die kirchenrechtlich gültige Eingehung einer Ehe ausschließt.
Eine Entführungsehe, die keine Zwangsehe ist, kommt dagegen dann zustande, wenn die Frau entweder nachträglich aus freien Stücken in die Eheschließung mit dem Entführer einwilligt oder von vornherein mit der Entführung einverstanden war oder sogar an ihr mitgewirkt hat. Eine solche „Entführung“ mit der Zustimmung der Braut kann zuweilen auch mit stillschweigender Duldung seitens ihrer Familie stattfinden. In Kulturen, in denen arrangierte Ehen üblich sind oder die Heirat des Wunschkandidaten der Heiratswilligen durch familiäre Mitspracherechte erschwert wird, wählen Brautpaare häufig den Weg des Scheinraubs, wobei es sich im Prinzip um eine gemeinsame Flucht handelt. So sollen 5 % aller Heiraten in der Türkei als Folge von kız kaçırma („Mädchenraub“) zustande kommen. Duldet die Familie die Heirat nicht, muss das Paar oft eine anschließende Verfolgung durch Angehörige der Braut fürchten. Manchmal wird eine Entführung gegen den Willen der Brautfamilie sogar zum Anlass für einen sogenannten „Ehrenmord“ genommen.
In den Hochzeitsbräuchen vieler Kulturen finden sich Anklänge einer Raubheirat, beispielsweise in spielerischen Scheinkämpfen zwischen der Gruppe der Braut und der des Bräutigams, gespieltem Weinen und Schreien der Braut oder Widerstand, ihr Elternhaus zu verlassen. Auch in traditionellen Hochzeitsbräuchen des westlichen Kulturraums hat sich eine spielerische „Brautentführung“ bis heute erhalten. Dabei wird die Braut während der Hochzeitsfeier von Gästen heimlich an einen anderen Ort gebracht. Anschließend muss der Bräutigam sie suchen und mit einem symbolischen Preis oder einem Versprechen auslösen.

## Ethnologische Deutungen
Die Ethnosoziologie kennt den Brautraub bei manchen Ethnien und indigenen Völkern als eine ritualisierte Form der auswärtigen Heirat (Exogamie) zwischen verschiedenen Abstammungsgruppen oder Clans, der durch entsprechendes Brauchtum abgesichert ist. Es kann sich dabei aber auch um ein Element der Kriegsführung handeln. Der französische neomarxistische Wirtschaftsethnologe Claude Meillassoux nahm 1975 an, dass sich die Praxis des Frauentausches aus einem System des Frauenraubes entwickelt habe.
Die frühen Anthropologen John Ferguson McLennan und John Lubbock, 1. Baron Avebury behaupteten um 1870 aus damals üblicher evolutionistischer Sicht, die „Raubehe“ sei auf den frühen Stufen der Menschheit üblich gewesen. Später sei ein Exogamiegebot entstanden, um den Raub der Ehefrauen überflüssig zu machen. Heute wird diese Annahme der Evolutionisten abgelehnt.

## Verbreitung

### Westeuropa
Im europäischen Mittelalter wurde in der damals üblichsten Eheform, der Muntehe, die Vormundschaft über die Braut von ihrem Vater offiziell an den Ehemann übertragen; oft wurde von diesem ein Brautpreis verlangt. War der Bräutigam nicht bereit, das Brautgeld zu zahlen, kam es vor, dass er die Braut raubte – mit oder ohne deren Zustimmung. Allerdings war diese Art der Eheschließung illegal und wurde streng bestraft. Da die Entführung oder der Raub an sich keine eheschließende Wirkung hatte, musste noch eine rechtliche Eheschließung vollzogen werden – in diesem Fall ohne offizielle Übergabe der Vormundschaft. Da bei der Entführungsehe die Rechte der Familie und des Vormundes der Braut verletzt wurden, kam es häufig zu Fehden zwischen den Familien der Braut und des Bräutigams.
Ein mythologisches Beispiel für einen Brautraub und eine Entführungsehe ist Helena, die als Zwölfjährige von Theseus entführt, aber wieder befreit wird; später löst ihre einvernehmliche Entführung durch Paris den Trojanischen Krieg aus.
Ein germanisches Beispiel für eine Entführungsehe gegen den Willen der Familie ist Thusnelda, die Tochter des Cheruskerfürsten Segestes. Sie war bereits einem anderen Mann versprochen und wurde um 15 n. Chr. mit ihrem Einverständnis vom Cheruskerfürsten Arminius entführt und geheiratet.

### Russland
Im vorrevolutionären Russland wurden junge Frauen mit ihrem Einverständnis von ihren Liebhabern dann geraubt, wenn die Eltern grundsätzlich gegen eine Eheschließung waren. In der Regel ließ sich das Paar dann von einem Popen heimlich trauen und stellte die Eltern vor vollendete Tatsachen.
In der Sowjetzeit wurde der Brautraub als Entführung und Freiheitsberaubung strafrechtlich verfolgt. Auch die Zahlung eines Brautpreises war verboten. Schenkungen an die Familie der Braut wurden jedoch geduldet, auch wenn es sich streng genommen um eine Form von Brautgeld handelte. Mit dem Zerfall der Sowjetunion lebte der kriminelle Brautraub wieder auf.

### Tschetschenien
Bei Tschetschenen und einigen anderen kaukasischen Völkern war der Brautraub bis in die Sowjetzeit hinein üblich. Eine der Ursachen dafür war das vom zukünftigen Ehemann zu zahlende hohe Brautgeld. Auch hatten Familien aus bestimmten Gründen manchmal überhöhte Erwartungen an den zukünftigen Schwiegersohn. Wollte er seine Auserwählte trotzdem heiraten, musste er sie entführen.
Nach dem strengen Ehrenkodex der Tschetschenen musste die Entführte zunächst gefragt werden, ob sie bereits vergeben sei oder ob sie beabsichtigte, einen anderen als den Entführer zu heiraten. In diesem Fall hatte er die Frau dem von ihr erwählten Gatten zu übergeben. Wie oft dieser Brauch zur Anwendung kam, ist nicht bekannt.

### Roma
Bei den Roma gibt es vor allem in Osteuropa teilweise noch den ritualisierten Brautraub, der mit Einverständnis der Braut und ihrer Familie geschieht.

### Türkei
In der Türkei bietet auch heute noch die „Entführung für eine Nacht“ die Möglichkeit, eine den Familien unerwünschte Eheschließung durchzusetzen. Nachdem die Frau für eine Nacht der Aufsicht ihrer Eltern entzogen worden ist, gilt sie als „entehrt“, dazu braucht kein Geschlechtsverkehr stattgefunden zu haben. In der Regel willigen die Familien anschließend in die Eheschließung ein, um einem Ehrverlust zu entgehen. Der vorangegangene Brautraub wird vor der Nachbarschaft geheim gehalten.

### Kirgisistan
Nach dem Zerfall der Sowjetunion lebte der Brauch in Kirgisistan wieder auf, zumeist in krimineller Weise. Berichte sprechen davon, dass etwa 15.000 Frauen pro Jahr entführt und zur Heirat gezwungen werden. Ein entsprechendes Gesetz gegen dieses „ehestiftende Verbrechen“ soll in Vorbereitung sein.

## Brautraub in Kunst und Literatur
Frauenraub und Frauennötigung zählen seit Anbeginn zu häufigen Motiven der Weltliteratur und finden sich auch als Frauenraubszenen in der Bildenden Kunst (Beispiel: Pablo Picasso, Frauenraub von 1968).

### Märchen
Der Brautraub ist ein auffallend häufiges Motiv in russischen Volksmärchen, dagegen kommt er in westeuropäischen Märchen selten vor. Auch in afrikanischen Märchen geht es nicht selten um den Raub einer Frau zwecks Eheschließung, der (im Gegensatz zu europäischen Märchen) oft von Fabelwesen begangen wird. Auch die griechische Mythologie kennt Fälle von Brautraub, hier meist von Göttern begangen.

### Oper
In Richard Wagners Oper Die Walküre von 1870 ist Hunding der Ehemann der einst geraubten Sieglinde.

### Trivialliteratur
Seit E. M. Hulls Abenteuer- und Liebesroman The Sheik (1919) wurde das Motiv von Frauenraub und Frauennötigung immer wieder von der Trivialliteratur aufgegriffen, besonders in den Bodice-Ripper-Romanen der 1970er und 1980er Jahre, in denen die Entführung der weiblichen Hauptfigur systematisch als dramaturgischer Kunstgriff eingesetzt wird, der es erlaubt, diese Figur vielfältige erotische Abenteuer erleben zu lassen, ohne sie als lüstern oder sexuell initiativ charakterisieren zu müssen.

### Film
In indischen Filmen geht es oft um geflüchtete Paare, kaum jedoch um den Brautraub als solchen. In der westlichen Welt wird der Brautraub von der Filmindustrie zumeist in Märchenfilmen thematisiert.
In den 1960er Jahren wurde das Thema in mehreren italienischen Filmen aufgegriffen, so 1963 von Pietro Germi in seiner Komödie Verführung auf Italienisch (Sedotta e abbandonata), oder 1970 von Damiano Damiani in dem auf der wahren Geschichte der Franca Viola beruhenden Drama Recht und Leidenschaft (La moglie più bella).
Die sowjetische Filmkomödie Entführung im Kaukasus hat den Brautraub zum Thema. Die Studentin Nina wird entführt, um sie mit einem Freund ihres Onkels zu verheiraten. Mithilfe eines Freundes und dank der Tollpatschigkeit der Entführer gelingt ihr aber die Flucht. Der Film aus den 1960ern gilt in Russland heute als Klassiker.